# ترزا کوستکووا
ترزا کوستکووا (چکی: Tereza Kostková؛ ۱۴ ژوئن ۱۹۷۶) بازیگر و مجری تلویزیون اهل جمهوری چک است. وی از سال ۱۹۹۳ میلادی تاکنون مشغول فعالیت بوده‌است.
از فیلم‌ها یا برنامه‌های تلویزیونی که وی در آن نقش داشته‌است، می‌توان به زنان فراری، ساختمان پزشکان در باغ رز و بفرمایید شام اشاره کرد.